# Рекен
Рекен (нім. Röcken) — колишня комуна у Німеччині, в землі Саксонія-Ангальт. З 2009 року входить до складу містечка Лютцен.
Місце народження та поховання Фрідріха Ніцше. Тут розташований меморіальний комплекс, присвячений цьому видатному німецькому філософові.
Населення становить 610 осіб (на 31 грудня 2006 року). Займає площу 11,80 км². Офіційний код — 15 2 68 023.

## Персоналії
- Фрідріх  Ніцше (1844—1900) — відомий німецький філософ, психолог і класичний філолог, представник ірраціоналізму.

| Німеччина | Це незавершена стаття з географії Німеччини. Ви можете допомогти проєкту, виправивши або дописавши її. |